# Perrex
Perrex és un municipi francès situat al departament de l'Ain i a la regió d'Alvèrnia-Roine-Alps. L'any 2007 tenia 830 habitants.

## Demografia

### Població
El 2007 la població de fet de Perrex era de 830 persones. Hi havia 308 famílies de les quals 56 eren unipersonals (20 homes vivint sols i 36 dones vivint soles), 112 parelles sense fills, 136 parelles amb fills i 4 famílies monoparentals amb fills.
La població ha evolucionat segons el següent gràfic:
Habitants censats

### Habitatges
El 2007 hi havia 341 habitatges, 311 eren l'habitatge principal de la família, 17 eren segones residències i 13 estaven desocupats. 321 eren cases i 20 eren apartaments. Dels 311 habitatges principals, 244 estaven ocupats pels seus propietaris, 63 estaven llogats i ocupats pels llogaters i 4 estaven cedits a títol gratuït; 2 tenien una cambra, 10 en tenien dues, 34 en tenien tres, 105 en tenien quatre i 160 en tenien cinc o més. 268 habitatges disposaven pel capbaix d'una plaça de pàrquing. A 112 habitatges hi havia un automòbil i a 182 n'hi havia dos o més.

### Piràmide de població
La piràmide de població per edats i sexe el 2009 era:
| Homes | Edats   | Dones |
| ----- | ------- | ----- |
| 4     | 95 o +  | 0     |
| 0     | 90 a 94 | 4     |
| 0     | 85 a 89 | 8     |
| 4     | 80 a 84 | 0     |
| 12    | 75 a 79 | 4     |
| 4     | 70 a 74 | 20    |
| 36    | 65 a 69 | 20    |
| 12    | 60 a 64 | 20    |
| 4     | 55 a 59 | 4     |
| 20    | 50 a 54 | 8     |
| 40    | 45 a 49 | 28    |
| 44    | 40 a 44 | 48    |
| 24    | 35 a 39 | 36    |
| 28    | 30 a 34 | 20    |
| 8     | 25 a 29 | 16    |
| 12    | 20 a 24 | 8     |
| 48    | 15 a 19 | 20    |
| 24    | 10 a 14 | 24    |
| 28    | 5 a 9   | 40    |
| 12    | 0 a 4   | 24    |

## Economia
El 2007 la població en edat de treballar era de 553 persones, 433 eren actives i 120 eren inactives. De les 433 persones actives 420 estaven ocupades (219 homes i 201 dones) i 13 estaven aturades (6 homes i 7 dones). De les 120 persones inactives 58 estaven jubilades, 44 estaven estudiant i 18 estaven classificades com a «altres inactius».

### Ingressos
El 2009 a Perrex hi havia 318 unitats fiscals que integraven 832 persones, la mediana anual d'ingressos fiscals per persona era de 19.293 €.

### Activitats econòmiques
Dels 27 establiments que hi havia el 2007, 1 era d'una empresa de fabricació de material elèctric, 2 d'empreses de fabricació d'altres productes industrials, 7 d'empreses de construcció, 5 d'empreses de comerç i reparació d'automòbils, 1 d'una empresa de transport, 1 d'una empresa d'hostatgeria i restauració, 2 d'empreses financeres, 1 d'una empresa immobiliària, 3 d'empreses de serveis, 3 d'entitats de l'administració pública i 1 d'una empresa classificada com a «altres activitats de serveis».
Dels 9 establiments de servei als particulars que hi havia el 2009, 1 era un taller de reparació d'automòbils i de material agrícola, 1 paleta, 2 fusteries, 2 lampisteries, 2 electricistes i 1 restaurant.
L'any 2000 a Perrex hi havia 14 explotacions agrícoles que ocupaven un total de 612 hectàrees.

## Equipaments sanitaris i escolars
El 2009 hi havia una escola elemental.

## Poblacions més properes
El següent diagrama mostra les poblacions més properes.